# Oscar Engelstad
Oscar Aleksander Engelstad, född 2 november 1882, död 17 juli 1972, var en norsk gymnast.
Engelstad tävlade för Norge vid olympiska sommarspelen 1912 i Stockholm, där han var med och tog brons i lagtävlingen i svenskt system. 